# Circuit Carole (film)
Pour les articles homonymes, voir Carole et Circuit Carole.
Pour plus de détails, voir Fiche technique et Distribution.
Circuit Carole est un film français réalisé par Emmanuelle Cuau, sorti en 1995.

## Synopsis
Marie vit avec sa mère, Jeanne, dont elle est très proche. Elle trouve du travail à proximité du Circuit Carole et rencontre Alexandre, un jeune homme. Il l'initie à la moto. À mesure que se développe une relation amoureuse entre Alexandre et Marie, Jeanne sent sa fille s'éloigner et sombre dans une forte solitude.

## Fiche technique
- Titre : Circuit Carole
- Réalisation : Emmanuelle Cuau
- Scénario : Emmanuelle Cuau et Arlette Langmann
- Décors : Louis Soubrier
- Costumes : Marie-Laure Lasson
- Photo : Benoît Delhomme
- Prise de son et montage son : Patrice Mendez
- Montage : Isabelle Devinck
- Mixage : Éric Bonnard
- Producteurs : Philippe Martin
- Sociétés de production : Les Films Pelléas
- Distribution : Pierre Grise Distribution
- Format :

couleurs – 35 mm – 1,66
- Pays d'origine :  France
- Langue : français
- Genre : comédie dramatique
- Durée : 75 minutes
- Date de sortie : 
  -  France : 19 avril 1995

## Distribution
- Bulle Ogier : Jeanne
- Laurence Côte : Marie
- Frédéric Pierrot : Alexandre
- Bernard Cuau : le collègue de Jeanne
- Omar Bekhaled : un stagiaire
- Raphaële Giltis : une infirmière
- Catherine Zambon : une infirmière
- Jean-Louis Coulloc'h : le jeune motard rencontré dans le métro
- Luce Mouchel : serveuse
- Alain Dua : un motard